# Plaça Major d'Alpens
La Plaça Major d'Alpens és una obra barroca d'Alpens (Lluçanès) inclosa a l'Inventari del Patrimoni Arquitectònic de Catalunya.

## Descripció
Plaça de forma rectangular voltada de cases de pedra i morter, majoritàriament de planta i dos pisos amb les teulades a doble vessant lateral a la façana que dona a la plaça. Les portes de les cases són o bé adovellades o bé amb llinda; alguna d'elles conserva la data de construcció de l'edifici: 1625, 1673, 1759, 1672, etc.
En un dels extrems de la plaça hi ha Cal Ferreró, datada el 1609 i que es considera una de les cases més antigues del poble. Al centre de la plaça hi ha la casa de l'Ajuntament d'Alpens que datada l'any 1672, va ser restaurada el 1982.

## Història
Aquesta plaça és un exponent del creixement de la indústria menestral de la parairia, que tenia gremi propi de paraires i teixidors a Alpens des d'abans del 1638, i que va provocar el creixement del poble.